# Calycomyza jucunda
Calycomyza jucunda är en tvåvingeart som beskrevs av Wulp 1867. Calycomyza jucunda ingår i släktet Calycomyza och familjen minerarflugor. Inga underarter finns listade i Catalogue of Life.